# Сражение при Маммесе
Сражение при Маммесе — сражение между армией Византийской империи и войсками маврусиев в 534 году.

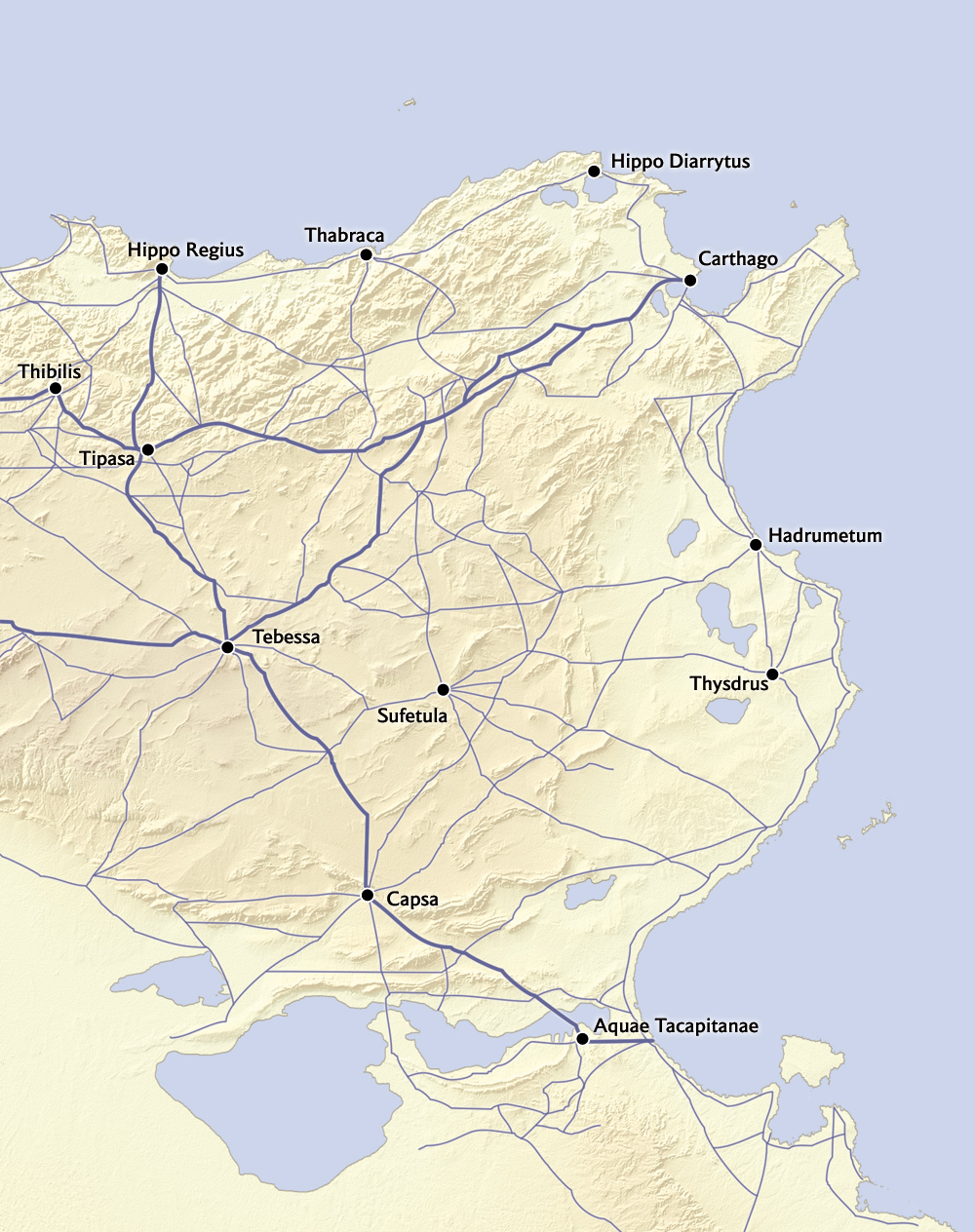
Бизацена — театр военных действий

## Предыстория
После византийской аннексии Вандальского королевства в 534 году группа вождей маврусиев (мавров, мавританцев) в северной Африке восстала против ромеев в надежде создать свои собственные государства и отвоевать земли у новых правителей. Наиболее значительными из этих вождей были Куцина, Эсдилас, Мастигас и Юрфут. Они устроили засаду на византийские войска военачальников Эгана и Руфина и убили их обоих. Ситуация была настолько серьезной, что осенью 534 года император Юстиниан послал Соломона, назначив его военным магистром Африки (magister militum Africae), чтобы сменить Велизария. По прибытии в Африку Соломон объединил в своих руках верховную гражданскую и военную власть и немедленно выступил против Куцины и других мавританских вождей, которые обрушились на провинцию Бизацену, в то время как Ябда опустошал Нумидию. 

## Ход сражения
Сражение произошло в долине Маммес (Мамма) (вблизи посёлка Айн-Джелула в современном Тунисе). Мавританцы использовали тактику, которая применялась ими против вандалов. Они спрятали часть своей кавалерии в близлежащих горах, а с остальной образовали круг из верблюдов. Соломон предвидел ловушку и атаковал сторону круга, не обращенную к горам. Из-за особенности строя берберов ромеи вначале не смогли нанести большого ущерба противнику: верблюды пугали византийских коней, и те сбрасывали всадников. «Между тем маврусии, делая вылазки и метая бывшие у них в руках дротики произвели смятение в войске римлян и поражали их, в то время как те не могли ни защищаться, ни сохранять своих рядов». 
Тогда Соломон решил атаковать круг с другой стороны, предположив, что скрытая в горах кавалерия противника не сможет вовремя вступить в бой. 

Тогда, видя, что происходит, Соломон первый соскочил с коня, побудив других сделать то же самое. Когда они спешились, он приказал всем сохранять спокойствие, выставить перед собой щиты и оставаться в рядах, принимая посылаемые врагами стрелы и копья, сам же, отобрав не менее пятисот воинов, стремительно обрушился на часть круга врагов. Он приказал солдатам обнажить мечи и избивать находившихся тут верблюдов. Тогда маврусии, занимавшие эту часть фронта, устремились в бегство. Те, кто был с Соломоном, убили около двухсот верблюдов, и как только эти верблюды пали, круг был римлянами прорван.— Прокопий Кесарийский. Война с вандалами.
Византийцы быстро прорвались в середину круга. «Варвары же, пораженные страхом, укрылись на ближайшей горе. Они бежали туда в полном беспорядке, а римляне преследовали и избивали их» и, согласно Прокопию, убили 10 000 маврусиев.
Захватив женщин и детей, а также верблюдов, которые остались целы, в качестве добычи, ромеи со всеми трофеями вернулись в Карфаген.